# Portland International Airport
Portland International Airport is een vliegveld 12 km ten noordoosten van het centrum van Portland (Oregon). In 2012 verwerkte de luchthaven 14.390.784 passagiers. Hiermee is de luchthaven de grootste van de staat Oregon.

## Top bestemmingen
| Plaats | Stad                 | Passagiers | Maatschappij(en)                      |
| ------ | -------------------- | ---------- | ------------------------------------- |
| 1      | Denver, CO           | 511,000    | Frontier, Southwest, United           |
| 2      | Seattle, WA          | 497,000    | Alaska, United                        |
| 3      | San Francisco, CA    | 428,000    | Alaska, United, Virgin America        |
| 4      | Phoenix, AZ          | 413,000    | Alaska, Southwest, US Airways         |
| 5      | Las Vegas, NV        | 388,000    | Alaska, Southwest, Spirit             |
| 6      | Los Angeles, CA      | 347,000    | Alaska, United, Virgin America, Delta |
| 7      | Salt Lake City, UT   | 276,000    | Delta, Southwest                      |
| 8      | Chicago, IL (O'Hare) | 268,000    | Alaska, United, American              |
| 9      | Sacramento, CA       | 265,000    | Alaska, Southwest                     |
| 10     | Oakland, CA          | 236,000    | Alaska, Southwest                     |